# Argas walkerae
Argas walkerae är en fästingart som beskrevs av Kaiser och Harry Hoogstraal 1969. Argas walkerae ingår i släktet Argas och familjen mjuka fästingar. Inga underarter finns listade i Catalogue of Life.